# Паїсій (Дмоховський)
Паїсій (в миру Олекса́ндр І́горевич Дмохо́вський) — колишній єпископ Бориспільський, керуючий патріаршими парафіями УПЦ КП у США.
Народився 4 квітня 1966 року в м. Дніпропетровську в родині службовців. З 1987 року — послушник у Свято-Даниловому монастирі в м. Москві. У 1992 р. закінчив Московську духовну семінарію.
1989 року рукоположений в сан ієродиякона, а 1991 року — на ієромонаха. З 1991 р. по 1998 р. працював у Синодальному відділі зі співпраці зі Збройними силами та правоохоронними установами. У 1998 р. призначається другим священником Свято-Нікопольського собору УПЦ МП м. Євпаторія. 1999 року призначений настоятелем Володимирського собору в Херсонесі та секретарем Сімферопольської єпархії УПЦ МП.
18 квітня 2001 року приймається до кліру УПЦ Київського Патріархату згідно з поданим проханням. Одразу возведений Патріархом Філаретом у сан архімандрита.
30 вересня 2001 року хіротонізований на єпископа Одеського і Балтського за Божественною літургією у Володимирському кафедральному соборі міста Києва та призначений керуючим Одеською єпархією.
23 січня 2004 удостоєний ордену святого рівноапостольного князя Володимира Великого III ступеня.
7 вересня 2004 року звільняється з посади керуючого Одеською єпархією і вирушає на спокій.
16 травня 2005 року призначається настоятелем ставропігійного чоловічого монастиря преподобного Паїсія Величковського в м. Севастополі, єпископом Фастівським, вікарієм Київської єпархії.
13 грудня 2006 року призначається єпископом Бориспільським, керуючим вікаріатом УПЦ Київського Патріархату в США і Канаді.
Взяв участь у хіротонії предстоятеля Білоруської автокефальної православної церкви Святослава Логіна, після чого відправлений на спокій 13 травня 2008.